# アンリ・ガティアン・ベルトラン

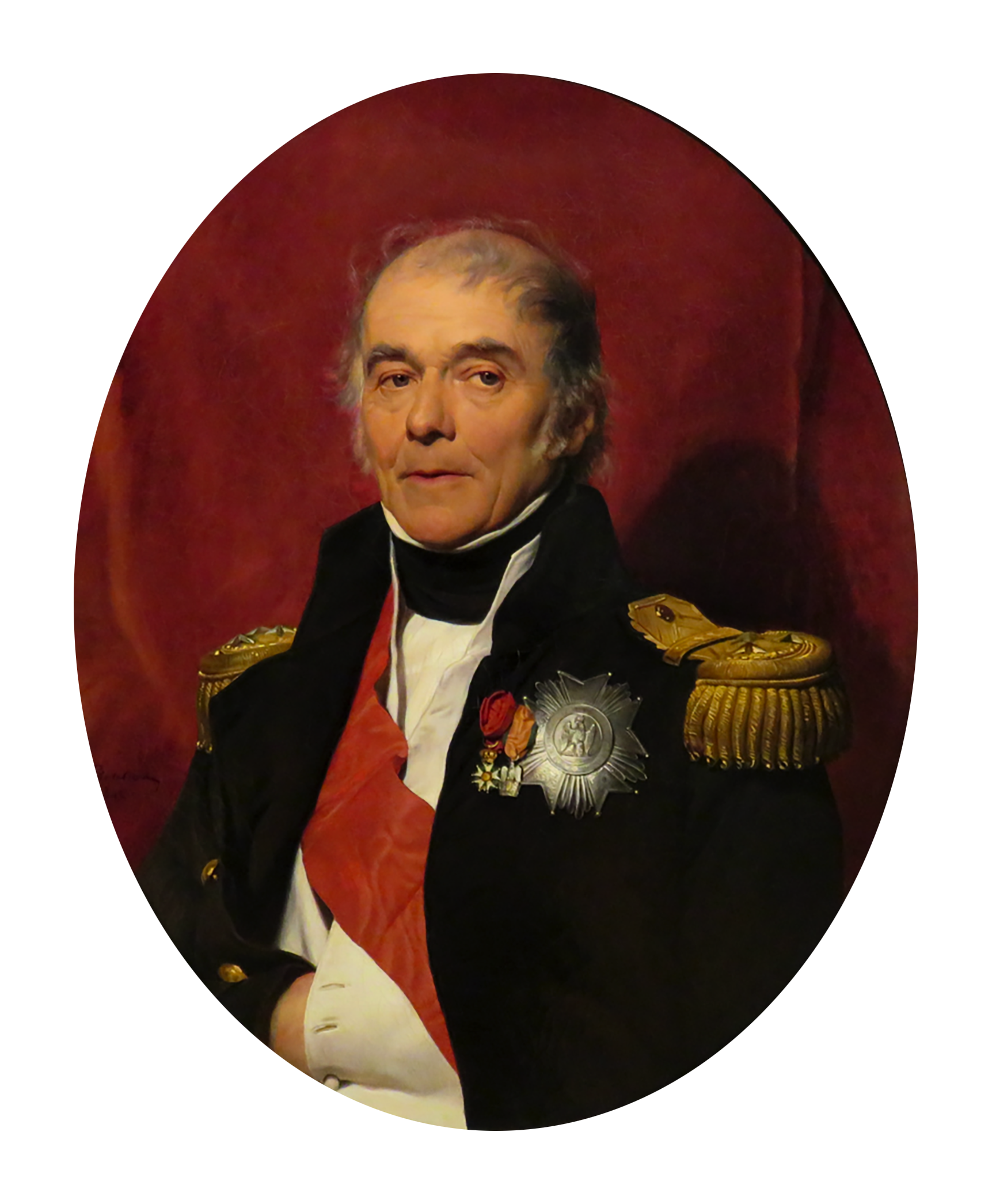
アンリ・ガティアン・ベルトラン

アンリ・ガティアン・ベルトラン（Henri Gatien, Comte Bertrand、1773年3月28日 - 1844年1月31日）は、フランス革命戦争・ナポレオン戦争期の軍人。ナポレオン・ボナパルトの側近として流刑先のセントヘレナに随行し、その死去まで仕えた。

## 生涯
アンドル県シャトールーで生まれる。1793年から工兵士官となり、イタリア戦役、エジプト・シリア戦役に参加。1798年に大佐、1800年に少将となる。1805年のアウステルリッツの戦いの後、ナポレオンの副官となる。その後、ナポレオンとの関係が親密になり厚く信頼された。1807年に中将に昇進、1808年伯爵となる。
1809年のオーストリア戦役ではドナウ川への架橋を指揮した。
1811年、イリュリア州の知事に任命される。1813年のドイツ戦役では第4軍団を指揮し、グロースベーレン、デネヴィッツ、ライプツィヒで戦う。ライプツィヒの戦い後、ベルトランの統率によりフランス軍は全滅を免れた。同年11月、宮廷大元帥となる。
1814年、ナポレオンのエルバ島流刑に随行、翌年の帰還にも従い、ワーテルローの戦いで戦う。敗北後、1815年、より遠隔地への流刑処分となったナポレオンに従いセントヘレナに赴き、ロングウッド・ハウスにて1821年にナポレオンが死ぬまで彼に仕えた。その後帰国し、ルイ18世に元の階級に復帰することを許された。
1830年、エコール・ポリテクニークの校長に就任、また、政治家となる。1832年に退役。1840年、ルトゥール・デ・サンドル（遺骸の帰還）として知られる、ジョアンヴィル公率いる、ナポレオンの遺骸をフランスへ運ぶ一行に選ばれた。
1844年1月31日、シャトールーで死去し、オテル・デ・ザンヴァリッドに埋葬された。

## 死後
1847年、ナポレオンがベルトランに託した原稿を元に、ベルトランの家族により『エジプト及びシリア戦役』が出版された。
アレクサンドル・デュマ・ペールは『モンテ・クリスト伯』の序盤、ヴィクトル・ユーゴーは『レ・ミゼラブル』の第2部第1章で、ベルトランについて触れている。